# Велики Преслав
Вижте пояснителната страница за други значения на Преслав.
Велѝки Пресла̀в (само Преслав до 1993 година) е град в област Шумен, Североизточна България. Той е административен и стопански център на едноименната община Велики Преслав. Населението на града към 15 юни 2025 година наброява 7944 жители по настоящ адрес, което го прави третото по големина населено място в областта.
Столица на страната от времето на Първото българско царство, в новата история Велики Преслав е със статут на град от 1883 година. До Освобождението през 1878 година градът е наричан и с турското название Ески Стамболук (стар Истанбул). Селището носи името Преслав до 1993 година, когато е издаден указ за преименуването му на Велики Преслав.

## География
Градът е разположен в област Шумен, на 20 km от град Шумен, той е трети по големина в областта след Шумен и Нови пазар и е административен център на община Велики Преслав. Площта на Преслав е 5 квадратни километра.

## История

### Древност
Рапорт върху изучаванията на праисторическите селища в Североизточна България от 1926 г. сочи, че още от началото на ХХ век е известна селищна могила, просъществувала през неолита, халколита и бронзовата епоха. Тя е наричана „Мъртвицата“ и е с диаметър 150 m и височина 5 m, като се намира на 0,5 km западно от града. Археологическо обследване разкрива и втора селищна могила в землището на Велики Преслав, която е датирана от неолита и халколита. Намира се в местността Гебеклисе на 2 km южно от града, на 150 m от река Голяма Камчия и е с диаметър 70 m и височина 5,5 m.

### Ранно Средновековие
В местността Дели Душка, извън стените на по-късния средновековен град, са открити останки от трикорабна църква от първата половина на V век.
Градът възниква през втората половина на IX век по време на управлението на княз Борис I (852 – 889 г.) като военен лагер с укрепен дворец и гарнизон, разположен на 30 км от столицата на Първата българска държава Плиска. През 893 г., след Преславския църковно-народен събор, градът е обявен за столица на България, като се превръща и в седалище на първата българска книжовна школа. Преславската книжовна школа се развива като важен литературен и културен център в България и в славянския свят, където са служили изявените средновековни писатели и учени Наум Охридски, Константин Преславски, Йоан Екзарх, Презвитер Козма, Черноризец Храбър, Тудор Доксов и други.
Апогеят на културата в град Преслав е засвидетелстван в периода 893 – 972 г. Градът се превръща в един от най-красивите и величествени градове на Югоизточна Европа, от който са съхранени значими паметници на Плисковско-преславската култура. Външният град е бил обкръжен от белокаменни стени. Конструкциите на портите, кулите и стените са подобни на тези в Плиска. Вътрешният град също е бил обкръжен със стена, където се намира комплексът на царския чертог: величествени каменни дворци като Големия дворец и Тронната палата с колони, а също богато украсената с мозайки, мрамор и керамични икони, кръгла църква и други.

#### Превземане на града през 971
В края на 60-те години на X век киевският княз Светослав I, подтикнат от византийския император Йоан I Цимиски, тръгва на поход към България и успява да завладее североизточната част на страната, включително големите градове Дръстър (дн. Силистра) и Преслав (971 г.). Той продължава похода си на юг и напада византийците, които в последвалата война влизат в Източна България първоначално като освободители и прогонват русите. Император Йоан Цимиски обаче решава да се възползва от създалото се положение и окупира източните български земи, включително Дръстър и Преслав, като пленява българския цар Борис II и заграбва преславската съкровищница. В чест на победата си император Йоан именува града на себе си, давайки му византийското наименование Йоанопол. Градът е освободен от цар Самуил през 976 г. и остава в български ръце до 1001 г., когато отново попада под византийско владичество. През 1053 г. Преслав е завладян и разграбен от печенезите.
След възобновяването на българската държава след въстанието на Иван Асен I и Теодор-Петър (1185 – 1187) Преслав отново се превръща в българска крепост. В обширната история на съвременника на въстанието Никита Хониат съобщава за Преслав, че е стар град и целият е от печени тухли. Сред археологическите находки от този период са керамичната икона на св. Теодор Стратилат, Преславското златно съкровище и керамичният иконостас от Дворцовия манастир, уникална колекция от оловни печати, ценна сбирка от епиграфски паметници, шахматна фигурка (пешка).

### Османско робство
Преслав, под името Ески Истанболлук, е упоменат в произведението на турския хронист Мехмед Нешри Книга за описанието на света като една от крепостите на българския цар Иван Шишман. Градът е регистриран в османски тахрир от 1516 г., в регистър за джелепкешани в каза Шумен от 1573 г., в доклад от 1595 г. на дубровнишкия търговец Павел Джорджич, а също така в списък на джизие ханетата от 1620/1621 г. За по-късен дервенджийски статут на селището сочат данъчните облекчения в два документа от 1622 и 1624 г., а в своя доклад от 1640 г. католическият епископ Петър Богдан нарича града Приславан и сочи, че в него живеят около 6000 души. Към 1665 г. християнското население на града чувствително намалява – броят на регистрираните домакинства е само 53.
В епархийски списък (нотиция) от втората половина на XV в. Търново е посочен като митрополитски център с три епископии (Червен, Ловеч и Преслав) – бивши митрополитски катедри от ХІІІ – XIV в. Преславската епархия става самостоятелна от Цариградската патриаршия през 1871. Година по-късно 20 август 1872 г. архимандрит Симеон е ръкоположен за митрополит на Преславската епархия.

## Население
Численост на населението според преброяванията през годините:
| \| Година на преброяване \| Численост \| \| --------------------- \| --------- \| \| 1946 \| 4127 \| \| 1956 \| 5499 \| \| 1965 \| 8143 \| \| 1975 \| 11 298 \| \| 1985 \| 10 865 \| \| 1992 \| 9969 \| \| 2001 \| 9306 \| \| 2011 \| 7694 \| \| 2021 \| 5945 \| |           |
| Година на преброяване | Численост |
| 1946 | 4127      |
| 1956 | 5499      |
| 1965 | 8143      |
| 1975 | 11 298    |
| 1985 | 10 865    |
| 1992 | 9969      |
| 2001 | 9306      |
| 2011 | 7694      |
| 2021 | 5945      |

Численост и дял на етническите групи според преброяването на населението през 2011 г.:
|                     | Численост | Дял (в %) |
| Общо                | 7694      | 100       |
| Българи             | 5190      | 67,45     |
| Турци               | 1004      | 13,04     |
| Цигани              | 593       | 7,7       |
| Други               | 31        | 0,4       |
| Не се самоопределят | 58        | 0,75      |
| Неотговорили        | 818       | 10,63     |

Към 15 юни 2025 г. във Велики Преслав живеят 7944 души по настоящ адрес.
Мнозинството от населението са източноправославни християни.

## Управление
На втори тур на местните избори през 2007 година е избран Димо Бодуров с подкрепата на ГЕРБ с 66,10% от гласовете. Заместник-кметове са Пепа Кръстева и Красимир Попов. На местните избори през 2011 той е изместен от подкрепяния от БСП Александър Горчев Александров, преизбран през 2015. На втори тур на местните избори през 2019 г. за кмет на общината е избран Янко Йорданов с подкрепата на ПП „ГЕРБ“.

## Икономика
Към 2017 година най-големите предприятия в града са винарната „Винекс Преслав“, производителят на алуминиев фолио „Булфоил“ и супермаркетът „Йоми“.

## Инфраструктура
Училища
- Професионална техническа гимназия „Симеон Велики“
- Професионална гимназия по селско стопанство
- Средно училище „Черноризец Храбър“
- Основно училище „Св. св. Кирил и Методий“

## Култура
В града е разположен Националният историко-археологически резерват и музей, който включва възстановени и съхранени части от разкопките на средновековния град и музей, в който се помещават част от откритите предмети; съхраняват се над 35 000 предмета, около 1700 от които са изложени за посетителите. Музеят е основан на 26 октомври 1906 година по начинание на Юрдан Господинов в местното Археологическо дружество „Тича“. Сградата на музея е напълно завършена през 1981 година. Резерватът е сред Стоте национални туристически обекта в България. Във вътрешния и външния град на Велики Преслав по намерените костни останки от диви и домашни птици палеоорнитологът проф. Златозар Боев е определил 18 вида птици, по-интересни сред които са ястребов орел (Aquila fasciata), белоглав лешояд (Gyps fulvus), колхидски фазан (Phasianus colchicus), бял ангъч (Tadorna tadorna) и др.
В Преслав има етнографска къща от XVIII – XIX век, която е запазена в автентичен вид, представят се обичаи от региона с етнографска сбирка. В града е и народното читалище „Развитие 1874“, основано преди Освобождението.
В града три източноправославни църковни храма – „Свети Архангел Михаил“, чийто иконостас е дело на дебърски майстори от рода Филипови, „Св. апостоли Петър и Павел“ и храм-паметник „Св. св. Кирил и Методий“).
Патлейнския манастир „Св. Пантелеймон“ е основан през IX век. Манастирът е бил съставен от кръстокуполна черква и жилищни и стопански сгради, оформени в три двора – молитвен, жилищен и стопанско-производствен. Носят се легенди, че в Манастира са живели и творили ученици на Св. братя Кирил и Методий Св. Климент Охридски и Св. Наум Преславо-Охридски. През 907 година в Манастира умира Св. княз Борис Покръстител. В района на Манастира се провеждат разкопки от началото на 1908. Намерена е уникална керамична икона на Свети Теодор Стратилат от археолога Йордан Господинов.

### Творческа дейност
- Детска формация „Здравец“ с ръководител Валентина Янкова
- Детска формация „Здравец – Junior“ с ръководител Валентина Янкова
- Танцова формация „Любе ле“ с ръководител Христо Колев
- Танцова формация „Радост“ с ръководител Христо Колев
- Танцова формация „Пендарите“ с ръководители Диляна Георгиева и Венета Иванова
- Женска фолклорна група „Болярка“ с ръководител Венелин Борисов
- Детски танцов състав „Веселото хорце“ с ръководител Нина Денева
- Клуб за народни хора „Веселото хоро“ с ръководител Нина Денева

### Спорт
Местният футболен отбор е ФК „Преслав“, играещ във В футболна група.

## Галерия
- Вход към крепостта
- Стените на великопреславската твърдина
- Преславското съкровище, Варненски исторически музей
- Макети
- Цар Симеон Велики
- Макети

## Известни личности
Родени във Велики Преслав
- Стенли, български поп певец и автор на песни

Свързани с Велики Преслав
- цар Симеон I (893 – 927 г.), български владетел
- цар Петър I (927 – 969 г.), български владетел
- цар Борис II (969 – 971 г.), български владетел
- цар Роман (978 – 991 г.), български владетел
- цар Самуил (997 – 1014 г.), български владетел
- цар Гаврил-Радомир (1014 – 1015 г.), български владетел
- цар Иван-Владислав (1015 – 1018 г.), български владетел
- княз Пресиян II (1018 г.), български владетел
- цар Петър II Делян (1040 – 1041 г.), български владетел
- цар Петър III (1072 г.), български владетел
- Наум Преславски, български светец и книжовник
- Константин Преславски, български духовник и писател
- Черноризец Храбър, български духовник и писател
- Йоан Екзарх, български духовник и писател

## В популярната култура
В американската стратегическа компютърна игра Sid Meier's Civilization VI Преслав е военна град държава, даваща 5 единици бойна сила на леките и тежките кавалерийски части на контролиращия я играч.

## Други
На името на града в Шумен са наречени булевард „Велики Преслав“ и успоредната му съседна улица „Булевард Преслав“, наричана неофициално „Малкият Преслав“.
На Преслав са наречени улици в кварталите „Горубляне“ (Карта) и „Княжево“ (Карта) в София.